# Çò de Belmonte
Çò de Belmonte és una obra de Gausac, al municipi de Vielha e Mijaran (Vall d'Aran) inclosa a l'Inventari del Patrimoni Arquitectònic de Catalunya.

## Descripció
Çò de Belmonte és un petit habitatge que comptava bàsicament amb una casa i una borda al darrere. Les obertures de la façana evidencien una estructura de dues plantes i "humarau", sota un llosat de pissarra. Conserva el ràfec de la coberta, resolt amb pedres planes per aproximació .Les obertures de la planta baixa mostren els tradicionals arcs de descàrrega resolts amb lloses disposades en esbiaix. Damunt la porta d'accés, en el centre, destaca una pedra que duu gravada la inscripció següent: F[rancesc] R[odés?]//1884

## Història
Segons Pascual Madoz el nucli històric de Gausac era format per 33 cases de dos pisos i coberta de pissarra que formaven un sol carrer. Al trànsit del segle XVII al XVIII destacà Jaume Rodés Soler que titulava "honorable míser de Gausac" (no queda clar si els Rodés de Vielha provenien de Gausac o a l'inrevés.)